# Gymnastique artistique aux Jeux olympiques d'été de 2020 - saut de cheval femmes
Pour un article plus général, voir Gymnastique artistique aux Jeux olympiques d'été de 2020.
Navigation
Rio de Janeiro 2016 Paris 2024
La finale du saut de cheval de gymnastique artistique des Jeux olympiques d'été de 2020 organisés à Tokyo (Japon), se déroule au Centre de gymnastique d'Ariake le 1er août 2021.

## Format
Les 8 meilleurs gymnastes sont qualifiées pour la finale. Chaque gymnaste doit effectuer deux sauts, la note obtenue est la moyenne de ces deux sauts.  Les compteurs sont remis à zéro pour la finale, qui ne prend pas en compte les notes des qualifications.
Il ne peut y avoir que deux gymnastes par délégation, la moins bien classée d'entre elles ne serait pas qualifiée et la prochaine gymnaste la mieux classée serait qualifiée à sa place.
Au cas où une gymnaste ne pourrait se présenter à la finale, trois remplaçantes sont prévues lors des qualifications.

## Qualifications
Les qualifications ont lieu le 25 juillet 2021.
| Rang | Gymnaste           | Pays                       | Saut | Difficulté | Exécution | Pénalité | Notes  | Total  | Qualification |
| ---- | ------------------ | -------------------------- | ---- | ---------- | --------- | -------- | ------ | ------ | ------------- |
| 1    | Simone Biles       | États-Unis                 | 1    | 6.000      | 9.266     | -0.300   | 14.966 | 15.183 | Q             |
| 1    | Simone Biles       | États-Unis                 | 2    | 5.800      | 9.600     |          | 15.400 | 15.183 | Q             |
| 2    | Jade Carey         | États-Unis                 | 1    | 6.000      | 9.166     |          | 15.166 | 15.166 | Q             |
| 2    | Jade Carey         | États-Unis                 | 2    | 5.800      | 9.366     |          | 15.166 | 15.166 | Q             |
| 3    | Rebeca Andrade     | Brésil                     | 1    | 6.000      | 9.400     |          | 15.400 | 15.100 | Q             |
| 3    | Rebeca Andrade     | Brésil                     | 2    | 5.400      | 9.400     |          | 14.800 | 15.100 | Q             |
| 4    | MyKayla Skinner    | États-Unis                 | 1    | 6.000      | 8.933     |          | 14.933 | 14.866 | NQ            |
| 4    | MyKayla Skinner    | États-Unis                 | 2    | 5.800      | 9.000     |          | 14.800 | 14.866 | NQ            |
| 5    | Yeo Seo-jeong      | Corée du Sud               | 1    | 5.800      | 9.200     |          | 15.000 | 14.800 | Q             |
| 5    | Yeo Seo-jeong      | Corée du Sud               | 2    | 5.400      | 9.200     |          | 14.600 | 14.800 | Q             |
| 6    | Shallon Olsen      | Canada                     | 1    | 6.000      | 8.966     |          | 14.766 | 14.699 | Q             |
| 6    | Shallon Olsen      | Canada                     | 2    | 5.400      | 9.033     |          | 14.433 | 14.699 | Q             |
| 7    | Lilia Akhaimova    | Comité olympique de Russie | 1    | 5.800      | 8.966     |          | 14.766 | 14.699 | Q             |
| 7    | Lilia Akhaimova    | Comité olympique de Russie | 2    | 5.600      | 9.033     |          | 14.633 | 14.699 | Q             |
| 8    | Alexa Moreno       | Mexique                    | 1    | 5.800      | 9.033     |          | 14.833 | 14.633 | Q             |
| 8    | Alexa Moreno       | Mexique                    | 2    | 5.600      | 8.933     | -0.100   | 14.433 | 14.633 | Q             |
| 9    | Angelina Melnikova | Comité olympique de Russie | 1    | 5.400      | 9.066     |          | 14.466 | 14.616 | Q             |
| 9    | Angelina Melnikova | Comité olympique de Russie | 2    | 6.000      | 8.866     | -0.100   | 14.766 | 14.616 | Q             |
| 10   | Giulia Steingruber | Suisse                     | 1    | 5.800      | 9.033     |          | 14.833 | 14.566 | R1            |
| 10   | Giulia Steingruber | Suisse                     | 2    | 5.400      | 8.900     |          | 14.300 | 14.566 | R1            |
| 11   | Mai Murakami       | Japon                      | 1    | 5.400      | 9.033     |          | 14.433 | 14.466 | R2            |
| 11   | Mai Murakami       | Japon                      | 2    | 5.800      | 8.700     |          | 14.500 | 14.466 | R2            |
| 12   | Ellie Black        | Canada                     | 1    | 5.400      | 9.133     |          | 14.533 | 14.416 | R3            |
| 12   | Ellie Black        | Canada                     | 2    | 5.200      | 9.100     |          | 14.300 | 14.416 | R3            |
| 13   | Jessica Gadirova   | Grande-Bretagne            | 1    | 5.400      | 9.100     |          | 14.500 | 14.350 | NQ            |
| 13   | Jessica Gadirova   | Grande-Bretagne            | 2    | 5.200      | 9.000     |          | 14.200 | 14.350 | NQ            |
| 14   | Oksana Chusovitina | Ouzbékistan                | 1    | 5.800      | 8.800     | -0.100   | 14.500 | 14.166 | NQ            |
| 14   | Oksana Chusovitina | Ouzbékistan                | 2    | 5.200      | 8.733     | -0.100   | 13.833 | 14.166 | NQ            |
| 15   | Lihie Raz          | Israël                     | 1    | 5.400      | 8.833     |          | 14.233 | 13.899 | NQ            |
| 15   | Lihie Raz          | Israël                     | 2    | 4.800      | 8.766     |          | 13.566 | 13.899 | NQ            |
| 16   | Marcia Vidiaux     | Cuba                       | 1    | 5.600      | 8.666     | -0.100   | 14.166 | 13.499 | NQ            |
| 16   | Marcia Vidiaux     | Cuba                       | 2    | 5.400      | 7.433     |          | 12.833 | 13.499 | NQ            |
| 17   | Gabriela Sasnal    | Pologne                    | 1    | 4.800      | 8.800     |          | 13.600 | 13.483 | NQ            |
| 17   | Gabriela Sasnal    | Pologne                    | 2    | 4.800      | 8.566     |          | 13.366 | 13.483 | NQ            |
| 18   | Naveen Daries      | Afrique du Sud             | 1    | 4.600      | 8.700     |          | 13.300 | 12.983 | NQ            |
| 18   | Naveen Daries      | Afrique du Sud             | 2    | 4.000      | 8.666     |          | 12.666 | 12.983 | NQ            |
| 19   | Marina Nekrasova   | Azerbaïdjan                | 1    | 5.800      | 7.333     |          | 13.133 | 12.666 | NQ            |
| 19   | Marina Nekrasova   | Azerbaïdjan                | 2    | 3.700      | 8.500     |          | 12.200 | 12.666 | NQ            |

| Légende :                                          | Légende :                                                    | Légende :                  |
| -------------------------------------------------- | ------------------------------------------------------------ | -------------------------- |
| - Q = Qualifié - DNS (Did Not Start) = Non partant | - NQ = Non Qualifié - DNF (Did Not Finish) = N'a pas terminé | - R1, R2, R3 = Remplaçants |

## Finale
Simone Biles, première des qualifications, a annoncé le 31 juillet 2021 qu'elle déclarait forfait pour cette finale de saut de cheval. Elle est remplacée par sa coéquipière, MyKayla Skinner, classée quatrième des qualifications, qui n'était originairement pas qualifiée puisqu'il y avait d'ores et déjà deux gymnastes représentant la délégation des États-Unis.
| Rang               | Gymnaste           | Pays                       | Saut | Difficulté | Exécution | Pénalité | Notes  | Total  |
| ------------------ | ------------------ | -------------------------- | ---- | ---------- | --------- | -------- | ------ | ------ |
| Médaille d'or      | Rebeca Andrade     | Brésil                     | 1    | 6.000      | 9.266     | -0.100   | 15.166 | 15.083 |
| Médaille d'or      | Rebeca Andrade     | Brésil                     | 2    | 5.800      | 9.200     |          | 15.000 | 15.083 |
| Médaille d'argent  | MyKayla Skinner    | États-Unis                 | 1    | 6.000      | .033      |          | 15.033 | 14.916 |
| Médaille d'argent  | MyKayla Skinner    | États-Unis                 | 2    | 5.800      | 9.000     |          | 14.800 | 14.916 |
| Médaille de bronze | Yeo Seo-jeong      | Corée du Sud               | 1    | 6.200      | 9.133     |          | 15.333 | 14.733 |
| Médaille de bronze | Yeo Seo-jeong      | Corée du Sud               | 2    | 5.400      | 8.733     |          | 14.133 | 14.733 |
| 4                  | Alexa Moreno       | Mexique                    | 1    | 5.800      | 8.966     |          | 14.766 | 14.716 |
| 4                  | Alexa Moreno       | Mexique                    | 2    | 5.600      | 9.066     |          | 14.666 | 14.716 |
| 5                  | Angelina Melnikova | Comité olympique de Russie | 1    | 5.400      | 9.266     |          | 14.666 | 14.683 |
| 5                  | Angelina Melnikova | Comité olympique de Russie | 2    | 6.000      | 8.800     | -0.100   | 14.700 | 14.683 |
| 6                  | Lilia Akhaimova    | Comité olympique de Russie | 1    | 5.800      | 8.866     |          | 14.666 | 14.666 |
| 6                  | Lilia Akhaimova    | Comité olympique de Russie | 2    | 5.600      | 9.066     |          | 14.666 | 14.666 |
| 7                  | Shallon Olsen      | Canada                     | 1    | 6.000      | 8.700     |          | 14.700 | 14.550 |
| 7                  | Shallon Olsen      | Canada                     | 2    | 5.400      | 9.000     |          | 14.400 | 14.550 |
| 8                  | Jade Carey         | États-Unis                 | 1    | 3.300      | 8.633     |          | 11.933 | 12.416 |
| 8                  | Jade Carey         | États-Unis                 | 2    | 5.800      | 9.100     | -2.000   | 12.900 | 12.416 |